# Ayub Ogada
Ayub Ogada est un musicien-chanteur-compositeur kényan d'origine luo né en 1956 à Mombasa et mort le 1er février 2019 dans le village de Nyahera,.
Ce fut le plus grand joueur virtuose contemporain de nyatiti (une lyre ancestrale jouée par les Luo du lac Victoria) et un excellent joueur de djembé.

## Biographie

### Carrière
Il commence la musique en 1979 en rejoignant le groupe Black Savage.
En 1988, il signe avec le label Real World Records.
En 1993, il sort son album En Mana Kuoyo.
Il compose les bandes originales des films Je rêvais de l'Afrique, The Constant Gardener, The Good Lie.

### Mort
Il meurt le 1er février 2019.

## Discographie
Albums
- En Mana Kuoyo 1993 (label Real World Records)[4]
  - Obiero
  - Dala
  - Wa Winjigo Ero
  - Thum Nyatiti
  - Kronkronhinko
  - Chiro
  - 10%
  - Ondiek
  - Koth biro
  - En Mana Kuoyo
- Tang' uru[note 2] 2007 avec Union Nowhere (label Amiata Records)[5]
  - Whales Pt. 1
  - Baya Baya
  - Ou Timre Nora
  - Number One
  - Lhung Tir
  - Wia
  - Salimiè
  - Wandering
  - Mudno Gita
  - Whales Pt. 2
  - Salimiè (Bonus Track) [Matteo Silva Mix]
- Kodhi : Trevor Warren's Adventures with Ayub Ogada 2015 (label Long Tale Recordings)[6]
  - Dero
  - I para ango yawa
  - Kodhi
  - Otenga
  - Waritarita
  - Harmonic
  - Funeral
  - Extreme
  - Traditional
  - A Prayer

Simple
- Dicholo 2005 (label Real World Records)

Participations
- Album A Week in the Real World (Part 1) 1992 (label Real World Records)
  - Tang' uru (titre n° 2)
- Album Plus from Us 1993 (label Real World Records)
  - Obiero (titre n° 1)
- Album Way Down Below Buffalo Hell 1993 (label Real World Records)
- Album Sound Magic - Volume 1 1995 (label Real World Records)
- Album Bliss 1998 (label Real World Records)
  - Koth biro (titre n° 6)
- Album Voices of the Real World 2000 (label Real World Records)
  - Kronkronhinko (titre n° 7)
- Album Seed 2003 (label Real World Records)
- Album The Constant Gardener 2005 (label EMI)
- Album Africa Calling 2006 (label Real World Records)
  - Lori Swela (titre n° 16)
- Album Africa (label Universal)